# Lew Tołstoj
Lew Nikołajewicz Tołstoj, hrabia (ros. Лев Николаевич Толстой wymowaⓘ /lʲev nʲɪkɐˈlaɪvʲɪtɕ tɐlˈstoj/; ur. 28 sierpnia?/9 września 1828 w Jasnej Polanie, zm. 7 listopada?/20 listopada 1910 w Astapowie) – rosyjski powieściopisarz, dramaturg, krytyk literacki, filozof, pedagog. Jeden z przedstawicieli realizmu w literaturze europejskiej. Klasyk literatury rosyjskiej i światowej.

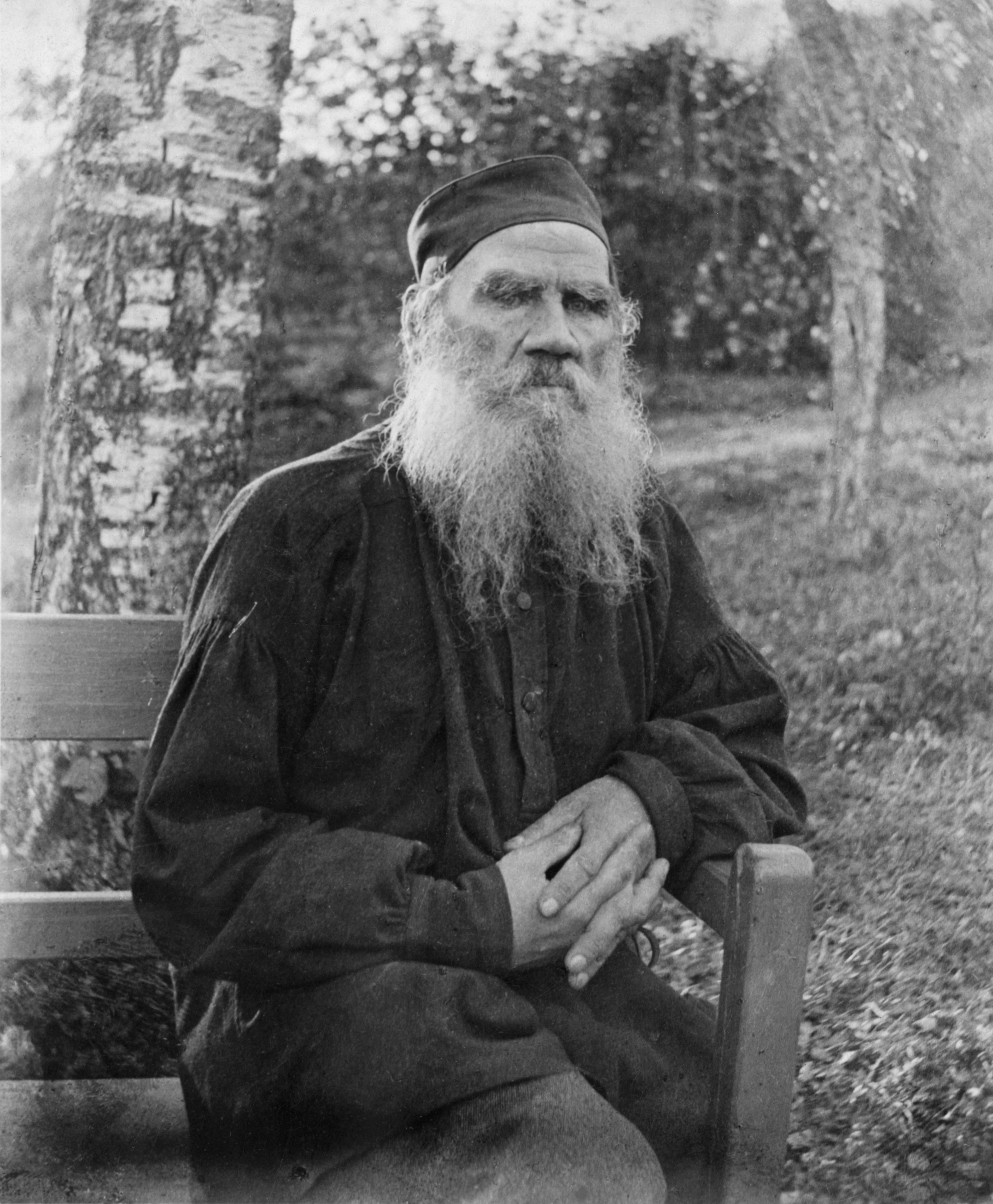
Tołstoj w 1897

Uchodził za najwyższy autorytet moralny w Rosji na przełomie XIX–XX w. Jego idee „nieprzeciwstawiania się złu przemocą” miały znaczący wpływ na poglądy Mahatmy Gandhiego i Martina Luthera Kinga. Ponadto twórca koncepcji samodoskonalenia moralnego jednostki oraz programowego antyestetyzmu i postulowania sztuki moralistycznej. Pod wpływem jego religijnych i moralnych idei powstała nowa doktryna społeczno-religijna: tołstoizm.

## Życiorys
Lew Tołstoj urodził się w Jasnej Polanie jako potomek dwóch znanych w Rosji rodzin arystokratycznych: Tołstojów i Wołkońskich. Wcześnie stracił matkę, która zmarła w 1830 roku, a siedem lat później zmarł jego ojciec. Wraz z czwórką rodzeństwa był wychowywany przez krewne ze strony ojca, a kształcony przez francuskiego, a potem niemieckiego guwernera. W 1844 roku zaczął studiować orientalistykę, a następnie prawo na Uniwersytecie Kazańskim, lecz po trzech latach zrezygnował ze studiów. W Kazaniu zaczęły się rozwijać jego zainteresowania filozoficzne, szczególnie pod wpływem twórczości Jeana-Jacques’a Rousseau. Wrócił do Jasnej Polany, gdzie poświęcił się nauce języka angielskiego, zajęciom z muzyki i samodzielnemu studiowaniu prawa. W 1849 roku otworzył w Jasnej Polanie szkołę dla dzieci chłopskich. Młody Tołstoj spędzał również wiele czasu w Petersburgu i Moskwie, głównie oddając się hazardowi.
W 1851 r. zaciągnął się do wojska i służył dwa lata na Kaukazie. Następnie w czasie wojny krymskiej walczył na Bałkanach oraz w oblężonym Sewastopolu. W latach służby wojskowej opublikował swoje pierwsze utwory literackie: pierwszą część trylogii autobiograficznej Dzieciństwo oraz Opowiadania sewastopolskie. Po wojnie, w 1856 roku, uznawany już za przedstawiciela nowego pokolenia literackiego Rosji, zrezygnował z kariery wojskowej i zamieszkał na przemian w Jasnej Polanie, Sankt Petersburgu i Moskwie.
Odbył dwie podróże po Europie Zachodniej (w 1857 roku i w latach 1860–1861). Podczas pierwszej z nich był w Paryżu, a następnie w rejonie Jeziora Genewskiego – w Szwajcarii i Włoszech. Wrażenia z wojaży znalazły swe odbicie w opowiadaniu Lucerna. Podczas drugiej podróży Tołstoj interesował się głównie problemami oświaty i działaniem instytucji oświatowych w Niemczech i Francji. Duże wrażenie zrobiły na nim poglądy i działalność Bertholda Auerbacha, z którym zaprzyjaźnił się, oraz pedagoga Adolfa Diesterwega. W Brukseli spotkał się z P.-J. Proudhonem i z Joachimem Lelewelem.
Pełen entuzjazmu wrócił do Jasnej Polany wkrótce po zniesieniu pańszczyzny w Rosji i zajął się działalnością pedagogiczną. Założył 13 szkół dla dzieci chłopskich w Jasnej Polanie i okolicach, wydawał periodyk pedagogiczny „Jasna Polana”, napisał i wydał podręczniki, opowiadania i bajki dla dzieci, był jednym z nauczycieli w założonych przez siebie szkołach.
W 1862 roku ożenił się z Zofią Bers (córką lekarza), poświęcił się obowiązkom i gospodarstwu wiejskiemu oraz swej twórczości.
Lata siedemdziesiąte XIX wieku były ważnym okresem w procesie kształtowania się jego poglądów. Naukę Chrystusa pojmował racjonalistycznie, jako system etyczny, odrzucał wszelką przemoc (w tym państwo i Kościół, lecz głosił hasło „niesprzeciwiania się złu przemocą”). Nawoływał do powrotu do natury (tylko praca chłopska jest bogobojna, ziemia i rola należą do wszystkich) i przejawiania czynnej miłości bliźniego. Uważał, że wiele zdobyczy cywilizacji jest złem, ponieważ, jako dostępne tylko dla niektórych, pogłębiają przepaść pomiędzy bogatymi a biednymi. Występował również przeciw „czystej sztuce” uprawianej z potrzeby estetycznej. Popadł w zatarg z rządem (zakaz rozpowszechniania jego pism) i z Cerkwią (został ekskomunikowany i wydalony z niej w 1901). W 1902 nominowany był do Literackiej Nagrody Nobla, której ostatecznie nie otrzymał (deklarował, że w przypadku jej otrzymania, odmówiłby jej przyjęcia).

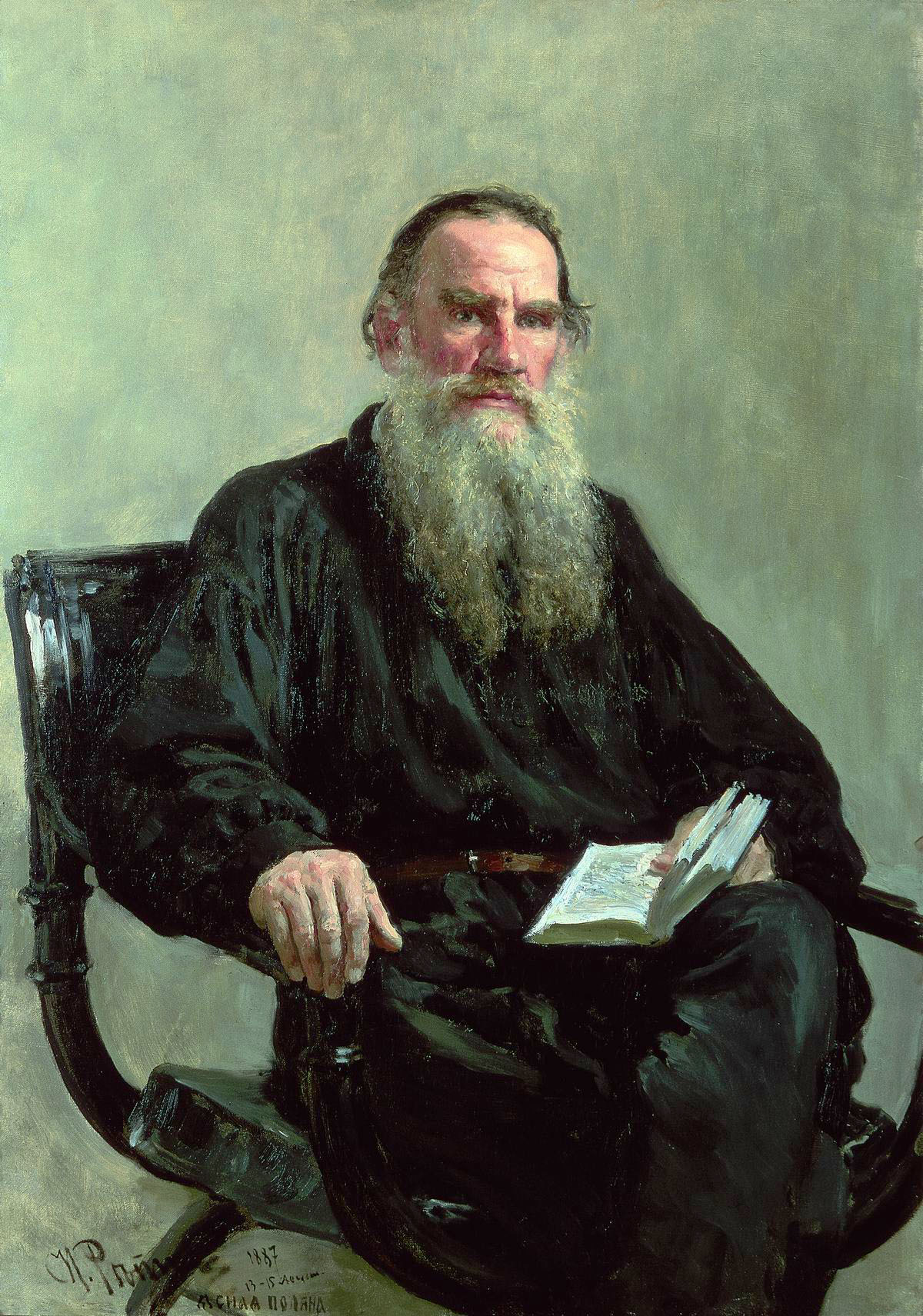
Portret Tołstoja autorstwa Ilji Riepina, 1887

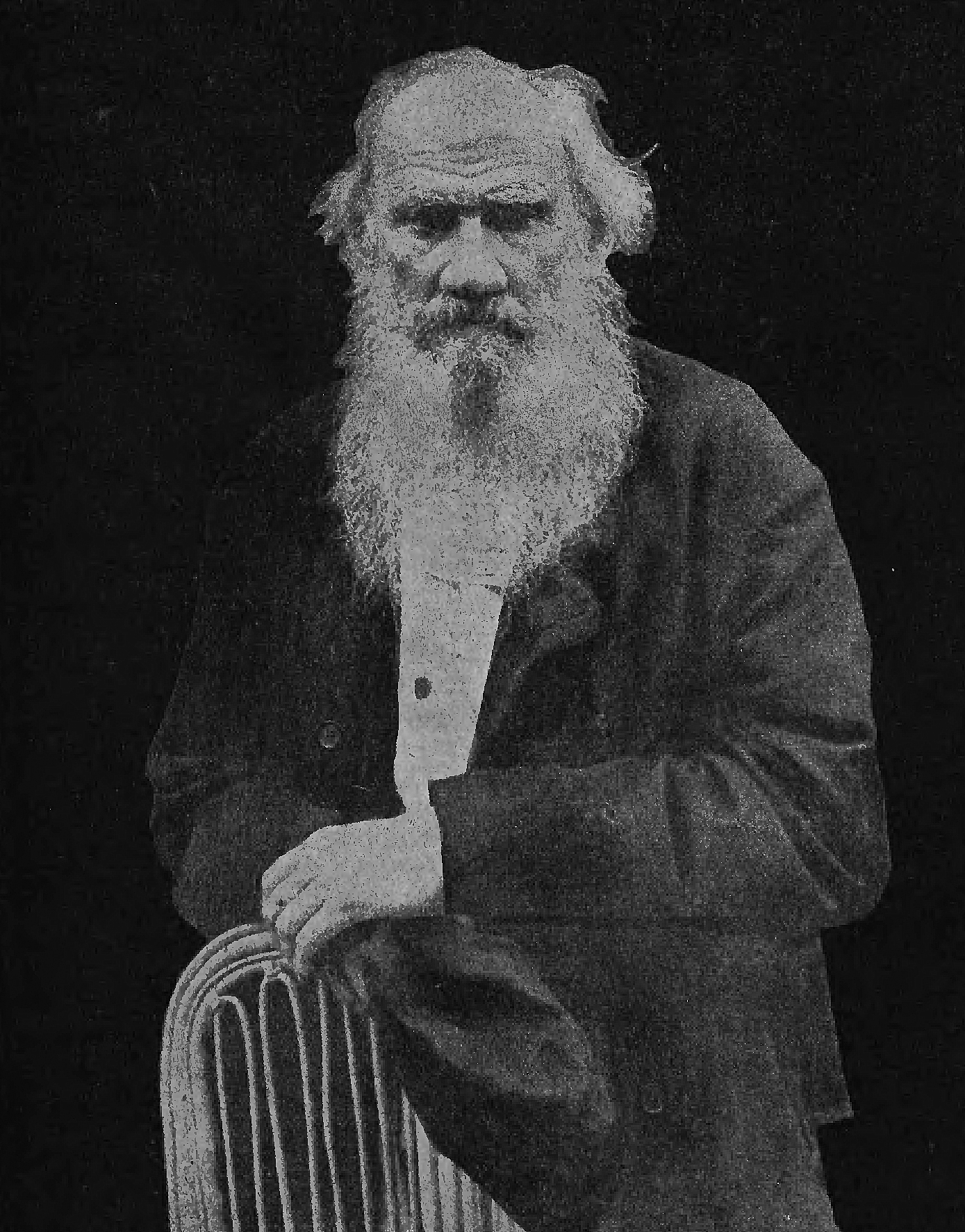
Lew Tołstoj na ostatnim zdjęciu

Pod koniec życia popadł w konflikt z rodziną z powodów majątkowych (chciał rozdzielić swój majątek pomiędzy chłopów). Opór rodziny i rozterki pisarza uniemożliwiały realizację zamierzeń. Od 1909 roku w osobistych dziennikach Tołstoja coraz częściej pojawiały się zapisy o zamiarze opuszczenia domu. Jesienią 1910 opuścił potajemnie Jasną Polanę, by przeżyć resztę życia zgodnie ze swymi poglądami. W pociągu zachorował na zapalenie płuc i musiał przerwać podróż. Zmarł 20 listopada na małej stacji kolejowej Astapowo.

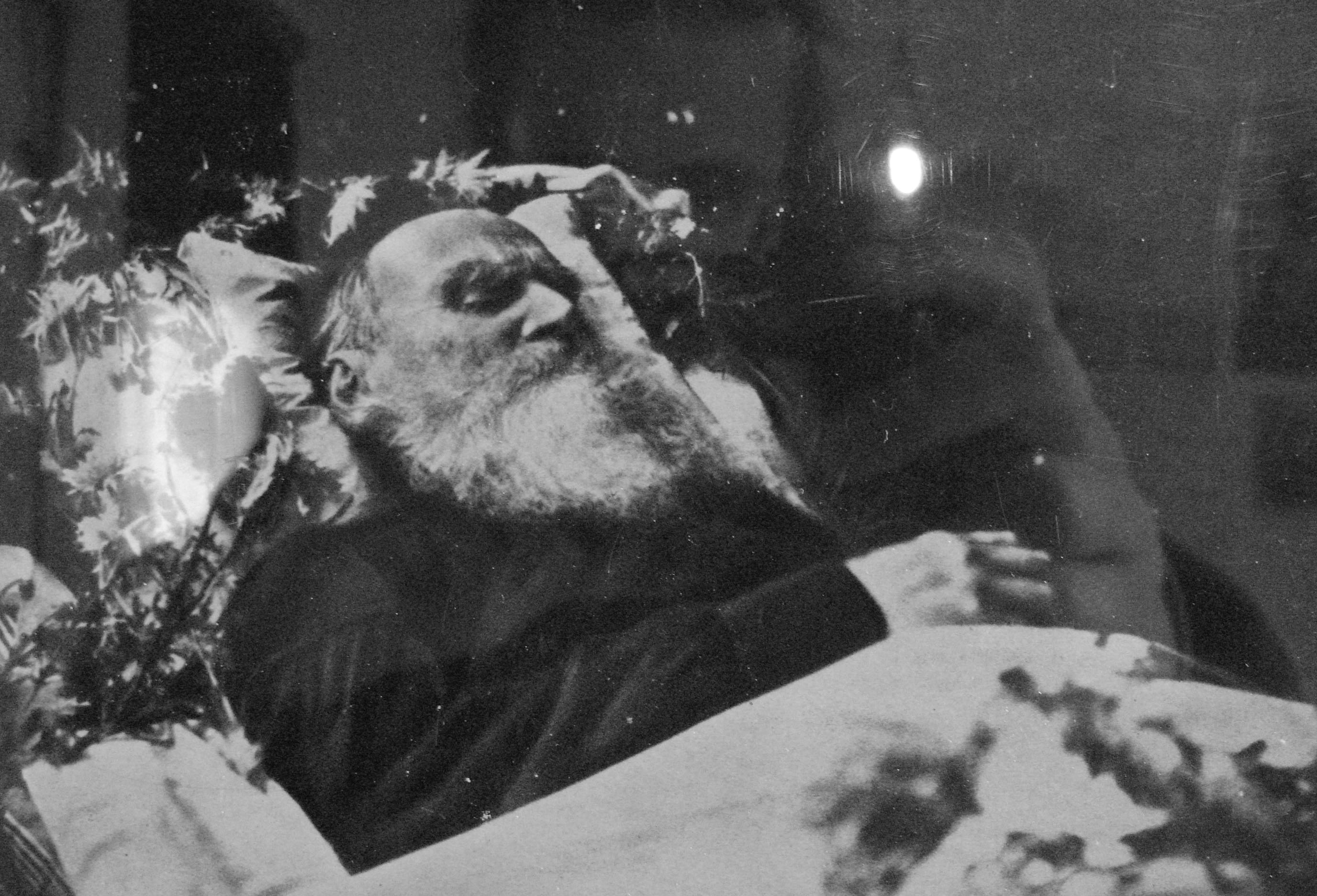
Lew Tołstoj na łożu śmierci

## Przekonania polityczne i religijne
W latach siedemdziesiątych powstała religijno-społeczno-etyczna koncepcja autorstwa Tołstoja, oparta na dwóch głównych tezach: ciągłym doskonaleniu moralnym jednostki i nieprzeciwstawianiu się złu przemocą. W konsekwencji Tołstoj odrzucił oficjalną, prawosławną religię oraz zanegował prawomocność władzy państwowej, co zbliżyło go do chrześcijańskiego anarchizmu, chociaż do końca życia Tołstoj odżegnywał się od idei Proudhona i jego następców. Z czasem jego idee, zwane tołstoizmem, zyskały wielu zwolenników zarówno w Rosji, jak i na Zachodzie (tołstoiści). W 1901 Świątobliwy Synod Rządzący Rosyjskiego Kościoła Prawosławnego odłączył prozaika od Cerkwi.
Tołstoj uznawany jest za twórcę wolnościowego chrześcijaństwa anarchistycznego.
Tołstoj sam nauczył się w krótkim czasie języka esperanto. Za jeden z jego artykułów do „La Esperantisto”, w którym nauczenie się esperanta nazwał „obowiązkiem każdego chrześcijanina”, zabroniono propagowania pism esperanckich na ziemiach podlegających Rosji.
Był wegetarianinem.

## Charakterystyka twórczości
Wielkością hrabiego Tołstoja jako pisarza i człowieka jest cechujące go nieugięte dążenie do prawdy bezwzględnie stosowanej w życiu oraz niezwykła siła twórcza, łącząca obiektywną obserwację rzeczywistości z postawą własnego poglądu na świat.

We wczesnej twórczości i koncepcjach określających funkcje literatury (...) oparł się na tradycji oświeceniowo-sentymentalnej oraz prozie psychologicznej Lermontowa i Hercena oraz scjentyzmie lat czterdziestych. Przeszedł (...) ponad romantyzmem i klasyczną idealistyczną filozofią niemiecką.

Tołstoj naprzemiennie angażował się bardziej bądź w beletrystykę, bądź w działalność publicystyczną. Ostatni etap twórczości Tołstoj rozpoczął moralistyczną rozprawą Spowiedź. Potępił w niej oficjalną religię prawosławną, swoją postawę życiową oraz ogłosił konieczność powstania nowej religii. Zaatakował wówczas władzę państwową, sądy i aparat biurokratyczny.
W Polsce jego książki tłumaczyli m.in.: Jadwiga Dmochowska, Paweł Hertz, Czesław Jastrzębiec-Kozłowski, Maria Leśniewska, Tadeusz Łopalewski, Wacław Rogowicz, Eleonora Słobodnikowa, Kazimierz Truchanowski, Kazimiera Iłłakowiczówna i Zbigniew Zamorski.

## Wybrana twórczość[7]

### Powieści
- 1859 – Szczęście rodzinne (ros. Семейное счастие) – polskie tłumaczenie Eleonora Słobodnikowa
- 1861 – Dekabryści (ros. Декабристы)
- 1863–1869 – Wojna i pokój (ros. Война и мир) – 4 tomy; obraz życia rosyjskiego w dobie napoleońskiej; polskie tłumaczenie Andrzej Stawar
- 1873–1877 – Anna Karenina (ros. Анна Каренина) – obraz społeczeństwa ros. w latach 70. XIX w., ze znakomitymi charakterystykami; polskie tłumaczenie Kazimiera Iłłakowiczówna
- 1899 – Zmartwychwstanie (ros. Воскресение) – wielka powieść krytyczno-społeczna; polskie tłumaczenie Wacław Rogowicz

### Dramaty
- 1886 – Ciemna potęga lub Potęga ciemnoty (ros. Власть тьмы) – tragedia chłopska
- 1890 – Owoce oświaty lub Płody edukacji (ros. Плоды просвещения) – komedia satyryczna
- 1900 – A światło świeci w ciemności (ros. И свет во тьме светит) – dzieło niedokończone
- 1900 – Żywy trup (ros. Живой труп)

### Nowele
- trylogia autobiograficzna:
  - 1852 – Dzieciństwo (ros. Детство) – debiut
  - 1854 – Lata chłopięce (ros. Отрочество)
  - 1857 – Młodość (ros. Юность)
- 1856 – Dwaj huzarzy (ros. Два гусара)
- 1856 – Poranek ziemianina (ros. Утро помещика)
- 1862 – Polikuszka (ros. Поликушка)
- 1863 – Kozacy (ros. Казаки)
- 1886 – Śmierć Iwana Ilicza (ros. Смерть Ивана Ильича) – polskie tłumaczenie Jarosław Iwaszkiewicz
- 1889 – Sonata Kreutzerowska (ros. Крейцерова соната) – paradoksalne ujęcie zagadnienia małżeństwa i życia płciowego
- 1895 – Pan i parobek lub Gospodarz i robotnik (ros. Хозяин и работник)
- 1911 – Diabeł lub Szatan (ros. Дьявол)
- 1911 – Ojciec Sergiusz (ros. Отец Сергий) – wydanie pośmiertne, polskie tłumaczenie Ryszard Przybylski
- 1912 – Hadżi-Murat (ros. Хаджи-Мурат) – polskie tłumaczenie Jan Dąbrowa

### Opowiadania
- cykl kaukaski:
  - 1853 – Wybieg (ros. Набег)
  - 1855 – Wyrąb lasu (ros. Рубка леса)
- 1855 – Z zapisek księcia D. Niechludowa (ros. Записки маркёра)
- 1855–1856 – Opowiadania sewastopolskie (ros. Севастопольские рассказы)
- 1857 – Lucerna (ros. Люцерн)
- 1858 – Albert (ros. Альберт)
- 1859 – Trzy śmierci (ros. Три смерти)
- 1872 – Jeniec kaukaski (ros. Кавказский пленник) – polskie tłumaczenie Kazimierz Truchanowski
- 1885 – Dzieci mądrzejsze są od starych (ros. Девчонки умнее стариков)
- 1885 – Pan Bóg nierychliwy ale sprawiedliwy (ros. Вражье лепко, а божье крепко)
- 1885 – Dwaj starcy (opowiadanie) (ros. Два старика)
- 1885 – Nie igraj z ogniem, bo się sparzysz (ros. Упустишь огонь – не потушишь)
- 1886 – Parobek Emilian i pusty bęben (ros. Работник Емельян и пустой барабан)
- 1886 – Trzej starcy (ros. Три старца)
- 1886 – Czy dużo człowiekowi trzeba ziemi? (ros. Много ли человеку земли нужно)
- 1903 – Odbudowanie piekła (ros. Разрушение ада и восстановление его)
- 1905 – Biedni ludzie (opowiadanie Tołstoja) (ros. Бедные люди)
- 1906 – Korniej Wasiljew (ros. Корней Васильев)
- 1906 – Za co? (ros. За что?) – opowiadanie poświęcone tragicznym losom polskiego powstańca listopadowego Wincentego Migurskiego
- 1906 – Boskie i ludzkie (ros. Божеское и человеческое)
- 1906 – Poziomki (ros. Ягоды)
- 1910 – Rozmowa z podróżnym (ros. Разговор с прохожим)
- 1910 – Pieśń na wsi (ros. Песни на деревне)
- 1910 – Trzy dni na wsi (ros. Три дня в деревне)
- 1910 – Wdzięczna gleba (ros. Благодарная почва)
- 1911 – Po balu (ros. После бала)
- 1911 – Alosza Garnek (ros. Алёша Горшок)
- 1911 – Co widziałem we śnie (ros. Что я видел во сне)
- 1912 – Pośmiertne zapiski starca Fiodora Kuźmicza (ros. Посмертные записки старца Федора Кузьмича…)
- 1912 – Zapiski wariata (ros. Записки сумасшедшего)
- 1912 – Siła dzieciństwa (ros. Сила детства)
- 1912 – Chodynka (ros. Ходынка)

### Traktaty i publicystyka
- 1882 – Spowiedź (ros. Исповедь) – rozprawa; wyznanie nowej wiary
- 1884 – Na czym polega moja wiara? – rozprawa; w Europie wydana pod tytułem Moja wiara lub Moja religia, wersja skrócona
- 1885 – Co mamy robić? (ros. Так что же нам делать?)
- 1890–1893 – Królestwo Boga jest w tobie (ros. Царство Божие внутри вас) – rozprawa
- 1897 – Co to jest sztuka? (ros. Что такое искусство?)
- 1908 – Nie mogę milczeć (ros. Не могу молчать!)
- 1907 – Shakespeare, studium krytyczne (ros. О Шекспире и о драме)
- 1900 – Nie zabijaj (ros. Не убий)
- O życiu (ros. О жизни) – polskie tłumaczenie Anna Kunicka
- Droga życia (Tyt. oryg.: Put’ žizni). Tłum. Anna Kunicka. Warszawa: Wydawnictwo Aletheia, 2014. ISBN 978-83-62858-67-5. Brak numerów stron w książce

### Wydania zbiorowe
Pierwsze wyd. zbiór. 1889, wyd. zupełne rozpoczęto w 1928. Jedyne zbiorowe wyd. „Dzieł” w przekładzie polskim (ze słowem wstępnym Wacława Lednickiego, pod redakcją Juliana Tuwima) ukazało się nakładem Wydawnictwa Gutenberga w 14 t., 1928–1930. Studia pol. o T.: Leo Belmont (1904), Walery Gostomski (1904), Władysław Jabłonowski (1908), Marian Zdziechowski (1912 i 1915), Wacław Lednicki (1928); przekład polskiej książki Mereżkowskiego (1904).

## Upamiętnienie
- Podczas ceremonii zamknięcia XXII Zimowych Igrzysk Olimpijskich w Soczi, w spektaklu „Literatura rosyjska”, w którym na scenie pojawili się aktorzy przebrani i ucharakteryzowani na największych pisarzy rosyjskich wraz z ich gigantycznymi portretami lub fotografiami, jeden z aktorów grał rolę Lwa Tołstoja, deklamując cytat z Anny Kareniny.
- Najstarszym zapisem dźwiękowym w zasobach Polskiego Radia jest nagranie wypowiedzi Lwa Tołstoja z 1908 r., który po rosyjsku czyta swój artykuł ''Nie mogę milczeć''.
- W 2009 powstał film biograficzny Ostatnia stacja w reżyserii Michaela Hoffmana, w którym w rolę Lwa Tołstoja wcielił się Christopher Plummer, zaś postać jego żony grała Helen Mirren. Oboje za swoje kreacje zdobyli nominacje do Oscarów[8].

### Upamiętnienie w Polsce

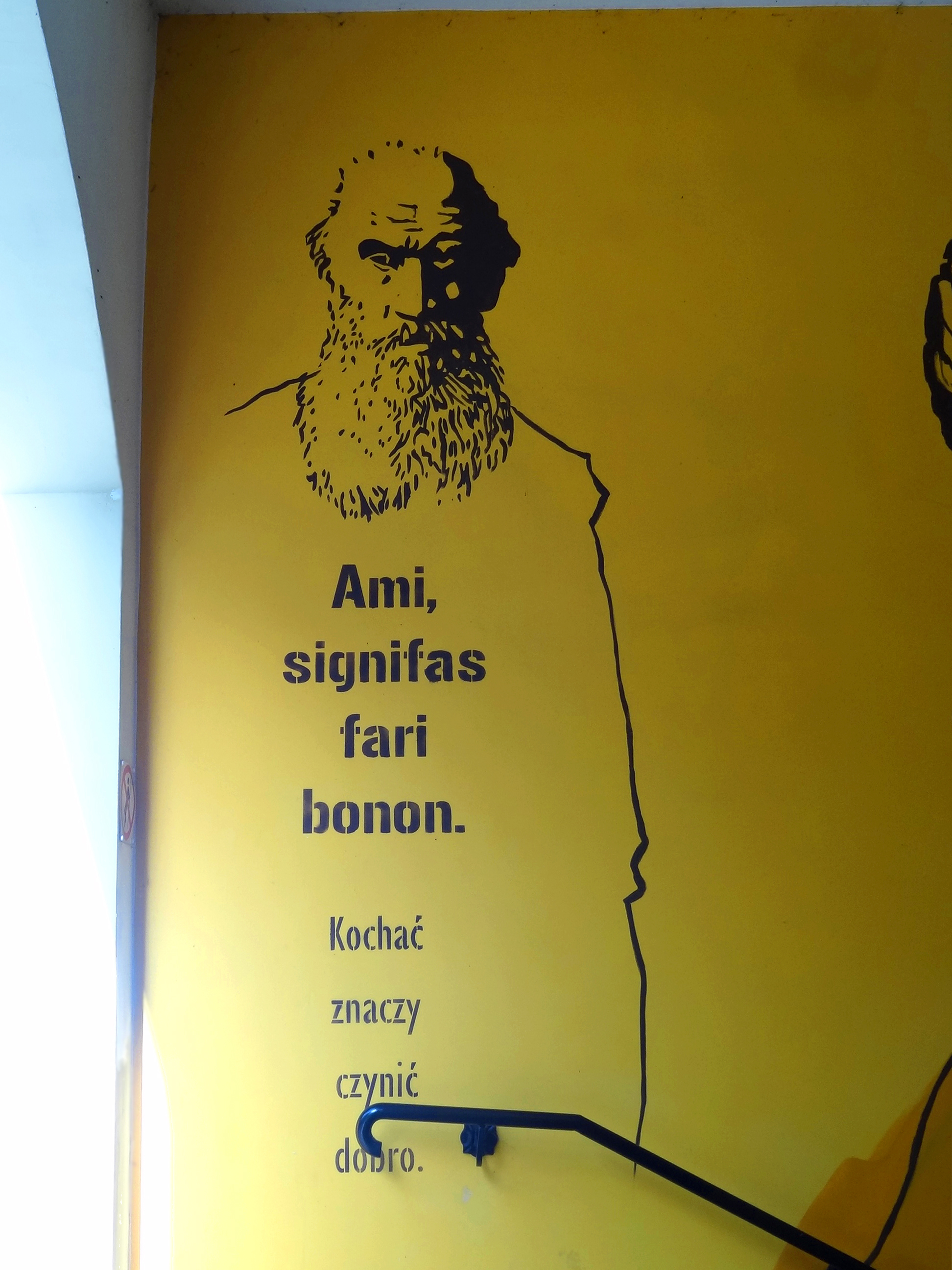
Mural w Warszawie z 2011 r. przedstawiający Tołstoja z cytatem w esperanto i po polsku, fot. Ivonna Nowicka

Od 1973 na terenie obecnej dzielnicy Bielany w Warszawie znajduje się ulica Lwa Tołstoja. Lew Tołstoj jest także patronem ulicy w Łodzi na Widzewie.
Ulica Lwa Tołstoja znajduje się także w Oleśnicy i Świdnicy w województwie dolnośląskim oraz w Tychach i Rudzie Śląskiej w województwie śląskim.
W listopadzie 2011 roku w bramie kamienicy znajdującej się na rogu ulic Nowolipki i Zamenhofa w Warszawie odsłonięty został mural autorstwa Adama Walasa i Anny Koźbiel poświęcony językowi esperanto. Wśród wyobrażonych luminarzy znajduje się również Lew Tołstoj i maksyma od niego przejęta w esperanto: Ami, signifas fari bonon i to samo po polsku: Kochać znaczy czynić dobro.